# Duquesne (Misuri)
Duquesne es una villa ubicada en el condado de Jasper en el estado estadounidense de Misuri. En el Censo de 2010 tenía una población de 1763 habitantes y una densidad poblacional de 367,75 personas por km².

## Geografía
Duquesne se encuentra ubicada en las coordenadas 37°4′16″N 94°27′27″O / 37.07111, -94.45750. Según la Oficina del Censo de los Estados Unidos, Duquesne tiene una superficie total de 4.79 km², de la cual 4.79 km² corresponden a tierra firme y (0%) 0 km² es agua.

## Demografía
Según el censo de 2010, había 1763 personas residiendo en Duquesne. La densidad de población era de 367,75 hab./km². De los 1763 habitantes, Duquesne estaba compuesto por el 91.95% blancos, el 1.42% eran afroamericanos, el 1.64% eran amerindios, el 1.7% eran asiáticos, el 0.06% eran isleños del Pacífico, el 0.91% eran de otras razas y el 2.33% pertenecían a dos o más razas. Del total de la población el 3.35% eran hispanos o latinos de cualquier raza.